# Доставка вугілля на фабрику
Доставка вугілля на фабрику і вуглеприйом

5 – приймальні бункери; 6 – стрічкові конвеєри; 7 – натяжний пристрій; 8 – віброзбуджувач; 9 – ушкоджений вагон.

Конвеєрний спосіб доставки вугілля застосовують при невеликих відстанях між фабрикою і шахтою (розрізом). За цим способом підняте скіповим підйомником вугілля по жолобу спрямовується в бункер, розташований поряд із копром. З бункера вугілля живильником подається на стрічковий конвеєр і направляється у відділення попереднього дроблення, а потім на подальшу підготовку перед збагаченням. Конвеєрні лінії для надходження вугілля з шахти у вуглепідготовче відділення фабрики звичайно розташовані в критих галереях. Граничний кут нахилу стрічкових конвеєрів для рядового вугілля становить 20о, для сортованого крупного – 18о. 
При залізничному способі доставки вугілля використовують піввагони вантажопідйомністю 60, 93 і 125 т. Однак розвантаження таких вагонів через донні люки, які відкриваються під кутом 22–30о, утруднене, особливо при підвищеній вологості вугілля. Зниженню трудомісткості й прискоренню розвантаження вагонів сприяють засоби малої механізації: пристосування для швидкого відкриття люків піввагонів, пневматичні й електричні пристосування для закриття люків, віброзбуджувачі для очищення вагонів від залишків вугілля.
Обмежене використання у вугільній промисловості отримали саморозвантажувальні вагони типу «Тальбот» з централізованим пне-вматичним пристроєм для відкриття і закриття люків. Кут нахилу дна в цих вагонах складає 50о, що забезпечує задовільне сходження матеріалу. Розвантаження вагона триває 2–3 хв для сухого вугілля і 5–7 хв для вологого.
Для доставки вугілля застосовуються і саморозвантажувальні вагони типу «думпкар», пристосовані для однобічного розвантажен-ня, що враховується конструкцією прийомної ями. 
Найбільш ефективний, з точки зору механізації розвантажувальних робіт, вуглеприйом із застосуванням вагоноперекидача. 
На вуглезбагачувальних фабриках застосовують вагоноперекидачі двох типів: роторні та з боковим розвантаженням . Вибір типу вагоноперекидача залежить від можливості й доцільності заглиблення приймальних бункерів.
На рис.  зображено вуглеприймальне відділення з роторними вагоноперекидачами, у яких вісь обертання вагона приблизно збігається з його подовжньою віссю. Розвантаження вагона здійснюється при його повороті без вертикального переміщення. У цьому випадку приймальні бункери необхідно значно заглибити, щоб виконати великий об’єм земляних робіт.
При розвантаженні вугілля вагоноперекидачем з боковим розва-нтаженням вагон підіймається більш ніж на 4 м над рівнем залізнич-ної колії і вивантажується при обертанні навколо осі, розташованій поза вагоном. У цьому випадку вуглеприймальний бункер розташову-ється вище рівня залізничної колії і для його спорудження земельні роботи не потрібні.
Кут повороту вагоноперекидачів обох типів приблизно однако-вий (170–175о). Однак, якщо для спорожнення вагона роторним ваго-ноперекидачем виконується тільки поворот вагона, то для спорож-нення вагона вагоноперекидачем з боковим розвантаженням одночасно з поворотом виконується й підйом навантаженого вагона, що пов’язане з більш високими енерговитратами. Крім того, вагоноперекидач з боковим розвантаженням порівняно з роторним має більшу металоємність, а його продуктивність на 20–30 % нижча.
На діючих вуглезбагачувальних фабриках експлуатуються пере-важно роторні вагоноперекидачі типу ВРС-3, які призначені для роз-вантаження піввагонів вантажопідйомністю 60 і 93 т, а також вагоноперекидачі типу ВРС-125 – для розвантаження піввагонів тієї ж ван-тажопідйомності та піввагонів більшої вантажопідйомності – 125 т. 
Вагоноперекидачі з боковим розвантаженням призначені для розвантаження піввагонів вантажопідйомністю 60 і 93 т, але цей тип вагоноперекидачів на вуглезбагачувальних фабриках застосовується значно рідше.
Точна постановка вагонів при достатньо великій швидкості (30 циклів/год), їх переміщення (до 28 вагонів одночасно) у зоні вагоно-перекидача в обох напрямках забезпечуються електроштовхачем або маневровими пристроями МУ-25 і МУ-25А.